# Partida de la Buada
La Buada és una partida de terra del terme de Reus a la comarca catalana del Baix Camp.
Està situada entre el barranc de la Buada, el camí de les Ànimes i el terme de Castellvell. Des d'antic hi ha una certa confusió entre aquesta partida amb la del Vilar i amb Monterols. Amigó diu que La Buada és un territori petit, que no té més de cent jornals.
Tots els documents conservats a l'Arxiu Municipal de Reus, des del segle xiv fins a finals del segle xviii, escriuen la paraula amb -u-.